# Wolfsschlucht II

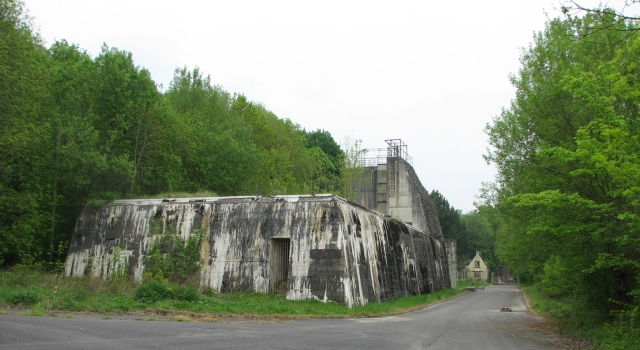
Een van de grote bunkers van het complex

Wolfsschlucht II was een hoofdkwartier van Adolf Hitler, in de bossen bij Margival (Frankrijk). Er waren nog twee andere hoofdkwartieren met de naam Wolfsschlucht, namelijk Wolfsschlucht I in België, bij de Franse grens, en Wolfsschlucht III bij Saint-Rimay.
Wolfsschlucht II was oorspronkelijk bedoeld om er de invasie van het Verenigd Koninkrijk (Operatie Seelöwe) vanuit te leiden, maar is slechts eenmaal door Hitler bezocht. Op 17 juni 1944 had Hitler hier een ontmoeting met verschillende generaals, waaronder de veldmaarschalken Erwin Rommel en Gerd von Rundstedt, over het westelijk front.

## Het complex
Het complex van het hoofdkwartier is vijf kilometer lang en twee kilometer breed. Het complex staat vol met bunkers, waaronder een speciale Führerbunker voor Hitler. De Führerbunker had onder meer een open haard, verschillende kantoren, een keuken en een slaapkamer met badkamer. De verdediging van het complex bestond uit 18 grote en kleine Flak-batterijen, tien bunkers met een machinegeweer met een pantserplaat, vijf bunkers met een 3-Schartenturm, en een bunker met een 6-Schartenturm. Daarnaast zijn er nog bunkers en kazematten met standaardgeschut.

## Ontmoeting met Rommel en Von Rundstedt
Hitler bezocht het complex slechts eenmaal, op 16-17 juni 1944. Hij had toen een ontmoeting met onder andere Rommel en Von Rundstedt over de gang van zaken aan het westelijke front, na de Invasie van de geallieerden in Normandië, op 6 juni. Vanwege de aanwezigheid van vijandige vliegtuigen moesten ze de vergadering verplaatsen van de grote hal naar de bunker. Na de vergadering heeft Hitler nog geluncht met Von Rundstedt en Rommel.